# Celeste Holm

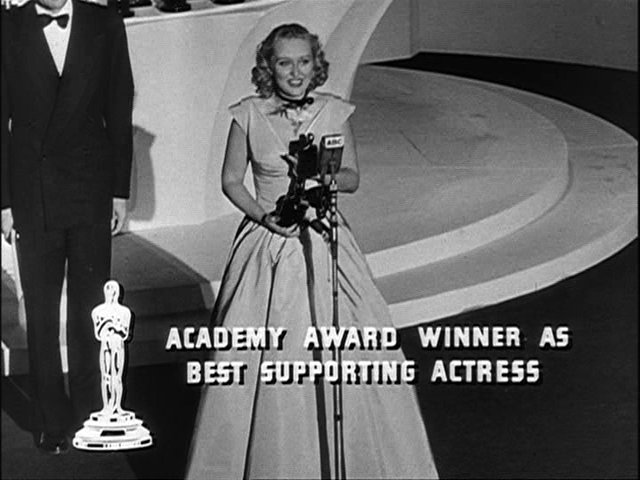
Celeste Holm odbiera Oscara dla najlepszej aktorki drugoplanowej

Celeste Holm (ur. 29 kwietnia 1919 w Nowym Jorku, zm. 15 lipca 2012 tamże) – amerykańska aktorka teatralna, filmowa i telewizyjna. Za rolę w filmie Dżentelmeńska umowa (1947) otrzymała Złoty Glob i Oscara dla najlepszej aktorki drugoplanowej. Dwie kolejne nominacje otrzymała za Come to the Stable (1949) oraz Wszystko o Ewie (1950).

## Życiorys
Urodziła się w Nowym Jorku jako jedyne dziecko pisarki Jean Parke i norweskiego sprzedawcy ubezpieczeń Theodora Holma. Studiowała aktorstwo w Chicago, a w połowie lat 30. rozpoczęła karierę teatralną. Na scenie zadebiutowała jako dziewiętnastolatka w Hamlecie u boku Leslie Howarda. W 1946 roku grała w sztuce muzycznej Bloomer Girl i po jednym z przedstawień przedstawiciel 20th Century Fox zaproponował jej podpisanie kontraktu z wytwórnią filmową.
Już drugi występ na dużym ekranie – w Dżentelmeńskiej umowie (1947) Elii Kazana – przyniósł jej Złoty Glob i Oscara za najlepszą rolę drugoplanową. W ciągu następnych trzech lat otrzymała dwie kolejne nominacje – za Come to the Stable (1949), w którym zagrała francuską zakonnicę, oraz Wszystko o Ewie (1950), w którym wcieliła się w postać Karen Richards, naiwnej, wiernej, kochającej żony znanego dramaturga. W tym czasie wystąpiła także u boku Olivii de Havilland w odważnym dramacie Anatole’a Litvaka Siedlisko węży.
W latach 50. i 60. pojawiała się niemal wyłącznie w komediach romantycznych i musicalach, np. w Wyższych sferach (1956) z Frankiem Sinatrą, Bingiem Crosbym i Grace Kelly, czy w Pułapce miłości (1955), gdzie po raz pierwszy spotkała się na planie z Sinatrą.
Od lat 70. grała rzadko, czasem można było ją zobaczyć w pojedynczych odcinkach znanych seriali (np. Columbo, Statek miłości, Zdrówko).

## Życie prywatne
Była pięciokrotnie zamężna. Owocem pierwszego małżeństwa z aktorem Ralphem Nelsonem jest syn Ted, który jest pionierem technik informacyjnych oraz twórcą terminu „hipertekst”.
W 1940, niedługo po rozstaniu z Nelsonem, poślubiła Francisa E. Daviesa, ale związek trwał zaledwie kilka miesięcy. Z trzecim mężem Schuylerem Dunningiem, z którym ma syna Daniela, rozwiodła się po sześciu latach (1946-1952).
Czternaście lat później wyszła za aktora Wesleya Addy’ego, z którym żyła przez trzydzieści lat, aż do jego śmierci w 1996 roku.
29 kwietnia 2004 roku w dzień swoich osiemdziesiątych piątych urodzin wzięła ślub z młodszym o czterdzieści cztery lata śpiewakiem operowym Frankiem Basile.

## Filmografia
Filmy fabularne
- 1946: Three Little Girls in Blue jako Miriam Harrington
- 1947: Carnival in Costa Rica jako Celeste
- 1947: Dżentelmeńska umowa (Gentleman’s Agreement) jako Anne Dettrey
- 1948: Road House jako Susie Smith
- 1948: Siedlisko węży (The Snake Pit) jako Grace
- 1949: Chicken Every Sunday jako Emily Hefferan
- 1949: List do trzech żon (A Letter to Three Wives) jako Addie Ross (głos, niewymieniona w czołówce)
- 1949: Przyjdź do stajni jako siostra Scholastica
- 1949: Everybody Does It jako Doris Blair Borland
- 1950: Champagne for Caesar jako Flame O’Neill
- 1950: Wszystko o Ewie (All About Eve) jako Karen
- 1955: Pułapka miłości (The Tender Trap) jako Sylvia Crewes
- 1956: Wyższe sfery (High Society) jako Liz Imbrie
- 1956: Carolyn jako Carolyn Daniels
- 1957: The Yeomen of the Guard jako Phoebe Meryll
- 1962: Bachelor Flat jako Helen Bushmill
- 1965: Kopciuszek (Cinderella) jako Wróżka Chrzestna
- 1966: Spotkajmy się w St. Louis (Meet Me in St. Louis) jako pani Smith
- 1967: Doctor, You’ve Got to Be Kidding! jako Louise Halloran
- 1967: Cosa Nostra (Cosa Nostra, Arch Enemy of the FBI) jako Flo Clementi
- 1970: Swing Out, Sweet Land jako Nancy Lincoln
- 1972: Tom Sawyer jako Ciocia Polly
- 1974: The Underground Man jako Beatrice Broadhurst
- 1974: Death Cruise jako Elizabeth Mason
- 1976: The American Woman: Portraits of Courage jako Elizabeth Cady Stanton
- 1976: Bittersweet Love jako Marian
- 1977: The Love Boat II jako Eva McFarland
- 1977: The Private Files of J. Edgar Hoover jako Florence Hollister
- 1981: Midnight Lace jako Sylvia Randall
- 1983: This Girl for Hire jako Zandra Stoneham
- 1984: Jessie jako Molly Hayden
- 1987: Murder by the Book jako Claire
- 1987: Trzech mężczyzn i dziecko (3 Men and a Baby) jako pani Holden
- 1989: Nora’s Christmas Gift jako Nora Richards
- 1989: Christine Cromwell: Things That Go Bump in the Night jako Samantha Cromwell
- 1989: Polly jako panna Snow
- 1990: Polly: Comin’ Home! jako panna Snow
- 1995: Talking with
- 1996: Home of the Brave jako Hattie Greene
- 1996: Spotkanie z nieznajomą (Once You Meet a Stranger) jako Clara
- 1997: Jakoś leci (Still Breathing) jako Ida
- 2005: Cyfrowy flirt (Alchemy) jako Iris
- 2010: My Guaranteed Student Loan jako babcia GG
- 2012: Driving Me Crazy jako pani Ginsberg
- 2013: College Debts jako babcia GG (film wydany po jej śmierci)

Seriale telewizyjne
- 1951-1953: Lux Video Theatre
- 1952-1957: Schlitz Playhouse of Stars jako Lettie Morgan
- 1953: Hollywood Opening Night
- 1953: Your Jeweler’s Showcase
- 1954: Honestly, Celeste! jako Celeste Anders
- 1955: The United States Steel Hour jako Madge Collins
- 1956: Climax! jako Mary Miller
- 1956: Sneak Preview
- 1956: The Steve Allen Show jako Mad Meggie
- 1956: Producers’ Showcase
- 1957: Goodyear Television Playhouse jako Maggie Travis
- 1957: Zane Grey Theater jako Sarah Kimball
- 1957: Hallmark Hall of Fame jako Phoebe Meryll
- 1960: The Christophers
- 1961: Play of the Week
- 1962: Follow the Sun jako panna Bullfinch
- 1962: Checkmate jako Laraine Whitman
- 1962: Alcoa Premiere jako Laura Bennett
- 1963: Doktor Doktor Kildare (Dr. Kildare) jako pielęgniarka Jane Munson
- 1963: Prawo Burke’a (Burke’s Law) jako Helen Forsythe
- 1964: The Eleventh Hour jako Billie Hamilton
- 1965: Mr. Novak jako Rose Herrod
- 1965: Run for Your Life jako Margot Horst
- 1965-1967: The Fugitive jako Flo Hagerman / Pearl Patton
- 1965-1977: Disneyland jako pani Fuller
- 1966: The Long, Hot Summer jako Libby Rankin
- 1967: The F.B.I. jako Flo Clementi
- 1967: Insight jako pani Berns
- 1970: The Name of the Game jako Irene Comdon
- 1970-1971: Nancy jako Abigail
- 1972: The Delphi Bureau jako Sybil Van Loween
- 1973-1974: Medical Center jako dr Linda Wilson / Geraldine Stern
- 1974: Ulice San Fransisco (The Streets of San Francisco) jako pani Shaninger
- 1976: Captains and the Kings jako siostra Angela
- 1976: Columbo jako pani Brandt
- 1977: Wonder Woman jako Dolly Tucker
- 1978-1979: Fantasy Island jako Mabel Jarvis / Siostra Veronica
- 1979: Backstairs at the White House jako pani Florence Harding
- 1979-1982: Trapper John, M.D. jako Claudia / Lillie Townsend
- 1979-1984: Statek miłości (The Love Boat) jako Estelle Castlewood / Florance Flanders
- 1981: As the World Turns jako Lauren Roberts
- 1981-1983: Archie Bunker’s Place jako Estelle Harris
- 1982: American Playhouse jako Gwiazda
- 1984: Jessie jako Molly Hayden
- 1985: Matt Houston jako Katherine Hershey
- 1985: Falcon Crest jako Anna Rossini
- 1987: Magnum (Magnum, P.I.) jako Abigail Baldwin, matka Carol
- 1988: Spenser: For Hire jako Rose
- 1989: CBS Summer Playhouse jako Samantha Orbison
- 1989–1990: Christine Cromwell jako Samantha Cromwell
- 1991–1992: Loving jako Isabella Alden #3
- 1992: Zdrówko (Cheers) jako babcia Gaines
- 1996–1998: Dotyk anioła (Touched by an Angel) jako Hattie Greene
- 1996−1999: Podróż do Ziemi Obiecanej (Promised Land) jako Hattie Greene
- 2000: Patrol (The Beat) jako Frances Robinson
- 2002: Brygada ratunkowa (Third Watch) jako Florence
- 2004: Whoopi jako Diana

## Nagrody i nominacje
- Oscar:
  - 1948 – Najlepsza aktorka drugoplanowa za Dżentelmeńską umowę
  - 1950 – nominacja Najlepsza aktorka drugoplanowa za Come to the Stable
  - 1951 – nominacja Najlepsza aktorka drugoplanowa za Wszystko o Ewie

- Złoty Glob:
  - 1948 – Najlepsza aktorka drugoplanowa za Dżentelmeńską umowę